# 倍氯米松/福莫特罗/格隆溴铵
倍氯米松/福莫特罗/格隆铵，以Trimbow等商品名销售，是一种用于治疗慢性阻塞性肺病（COPD）和哮喘的吸入式固定剂量複方藥。它含有二丙酸倍氯米松、延胡索酸福莫特罗二水合物和格隆溴铵。
副作用包括口腔念珠菌症（由念珠菌引起的口腔真菌感染）、肌肉痉挛和口干。
倍氯米松/福莫特罗/格隆铵于2017年7月和2018年4月在欧盟获准使用。